# Дорожкин, Фрол Николаевич
Фрол Николаевич Дорожкин (16 августа 1903 года, дер. Ипоть, Мосальский уезд, Калужская губерния — 17 мая 1947 года, Одесса) — советский военный деятель, полковник (23 октября 1943 года).
Депутат Верховного Совета РСФСР 1-го созыва, делегат XVIII съезда ВКП(б) (1939).

## Начальная биография
Фрол Николаевич Дорожкин родился 16 августа 1903 года в деревне Ипоть Мосальского уезда Калужской губернии.

## Военная служба

### Довоенное время
2 сентября 1925 года призван в РККА и направлен в 75-й кавалерийский полк (5-я отдельная Кубанская кавалерийская бригада, Сибирский военный округ), дислоцированный на станции Даурия. После окончания школы младшего комначсостава с августа 1926 года служил в этом же полку командиром кавалерийского взвода и взвода полковой школы.
В сентябре 1930 года Ф. Н. Дорожкин уволен в запас, после чего работал председателем месткома на хлебокомбинате Рубцовска, а с мая 1931 года — инструктором по стрелковому делу в обществе «Динамо» в Анжеро-Судженске (Кемеровская область). В феврале 1932 года повторно призван в ряды РККА и назначен на должность командира взвода в составе 1-го дивизиона 54-го Нерчинского пограничного отряда, дислоцированного в селе Нерчинский Завод, а с сентября 1933 года служил помощником начальника и начальником пограничной заставы, комендантом участка. Принимал участие в боевых действиях в Забайкалье против белогвардейских формирований и японских войск. В 1936 году Постановлением ЦИК СССР Фрол Николаевич Дорожкин за разгром японо-маньчжурского отряда, перешедшего государственную границу, награждён орденом Красного Знамени.
В мае 1939 года направлен на учёбу в Военную академию имени М. В. Фрунзе.

### Великая Отечественная война
С началом войны майор Ф. Н. Дорожкин 8 июля 1941 года досрочно выпущен из академии и назначен на должность командира 117-го кавалерийского полка в составе 52-й кавалерийской дивизии, формировавшейся в Северокавказском военном округе и вскоре принимавшей участие в боевых действиях в ходе Смоленского сражения и Гомельской оборонительной операции.
В феврале 1942 года назначен командиром 3-го Кубанского казачьего кавалерийского полка (10-я Кубанская казачья кавалерийская дивизия), затем — командиром 278-го кавалерийского полка (115-я Кабардино-Балкарская кавалерийская дивизия), а в мае того же года — заместителем командира 15-й Донской казачьей кавалерийской дивизии, которая в июле принимала участие в оборонительных боевых действиях на Кавказе. За проявленную личным составом дивизии доблесть в ходе боёв за станицу Кущёвская приказом НКО СССР от 27 августа 1942 года 15-я Донская казачья кавалерийская дивизия преобразована в 11-ю гвардейскую, после чего дивизия вела оборонительные бои за перевалы Главного Кавказского хребта, в Туапсинской оборонительной операции и затем в районе Моздока.
В декабре 1942 года подполковник Ф. Н. Дорожкин переведён на должность заместителя командира 12-й гвардейской кавалерийской дивизии, которая вскоре принимала участие в ходе Северо-Кавказской, Ростовской, Донбасской, Мелитопольской, Корсунь-Шевченковской и Уманско-Ботошанской наступательных операций.
В июле 1944 года назначен на должность заместителя командира 16-й гвардейской кавалерийской дивизии, которая вскоре принимала участие в ходе Белорусской, Минской и Люблин-Брестской наступательных операций.
1 ноября 1944 года полковник Ф. Н. Дорожкин назначен командиром 39-й горно-кавалерийской дивизией (4-я армия, Закавказский фронт).

### Послевоенная карьера
После окончания войны находился на прежней должности. В январе 1946 года за неудовлетворительное состояние боевой подготовки в частях дивизии полковник Ф. Н. Дорожкин отстранён от должности командира дивизии и в мае назначен начальником отдела укомплектования и ремонтирования конского состава штаба Одесского военного округа. Полковник Фрол Николаевич Дорожкин умер 17 мая 1947 года в Одессе.

## Награды
- Четыре ордена Красного Знамени (1936, 11.01.1942, 22.02.1943, 30.04.1947);
- Орден Отечественной войны I степени (12.03.1944);
- Два ордена Красной Звезды (21.02.1945, 03.04.1947);
- Медали.